# Agrotis nivalis
Agrotis nivalis là một loài bướm đêm trong họ Noctuidae.